# Mpumalanga
Mpumalanga (vor 1995 Eastern Transvaal) ist eine südafrikanische Provinz im Nordosten der Republik. Die Hauptstadt ist Mbombela.
Im Norden grenzt Mpumalanga an die Limpopo-Provinz, im Osten an die Staaten Eswatini und Mosambik; im Süden liegen die Provinzen KwaZulu-Natal und Freistaat, westlich davon Gauteng. Innerhalb der Provinz befindet sich der südliche Bereich des Kruger-Nationalparks.

## Name
Mpumalanga ist die Siswati-Bezeichnung für den „Ort, an dem die Sonne aufgeht“.

## Distrikte mit den Lokalgemeinden

Mpumalanga mit seinen Distrikten (2016)

Die Provinz gliedert sich in drei Distrikt- und 17 Lokalgemeinden.
|    | Distrikt     | Lokalgemeinden                                                                         |
| -- | ------------ | -------------------------------------------------------------------------------------- |
| 1. | Ehlanzeni    | Bushbuckridge, City of Mbombela, Nkomazi und Thaba Chweu                               |
| 2. | Gert Sibande | Albert Luthuli, Dipaleseng, Govan Mbeki, Lekwa, Mkhondo, Msukaligwa und Pixley Ka Seme |
| 3. | Nkangala     | Dr JS Moroka, Emalahleni, Emakhazeni, Steve Tshwete, Thembisile Hani und Victor Khanye |

## Städte
- Mbombela (Nelspruit)
- Barberton
- Bethal
- Ermelo
- eMalahleni (Witbank)
- Hazyview
- Mashishing (Lydenburg)
- Middelburg
- Piet Retief
- Secunda
- Skukuza
- Standerton
- Volksrust

## Demografie

Verteilung der Sprachen in Mpumalanga (Zensus 2001):
Afrikaans
Englisch
Süd-Ndebele
isiXhosa
isiZulu
Nord-Sotho
Setswana
Siswati
Xitsonga
keine dominierende Sprache

Nach den Ergebnissen der Volkszählung von 2011 rechneten sich 90,7 % der schwarzen Bevölkerungsgruppe zu, 7,5 % den Weißen, 0,9 % den Coloureds und 0,7 % den Indern und Asiaten. Siswati gaben 27,7 % der Bevölkerung als Muttersprache an, isiZulu 24,1 %, Xitsonga 10,4 %, Süd-Ndebele 10,1 %, Nord-Sotho 9,3 %, Afrikaans 7,24 %, Sesotho 3,47 % und Englisch 3,12 %.

### Einwohnerentwicklung
Die folgende Übersicht zeigt die Einwohnerzahlen nach dem jeweiligen Gebietsstand seit der Volkszählung 1996.
| Jahr          | Einwohnerzahl |
| ------------- | ------------- |
| 1996 (Zensus) | 3.123.869     |
| 2001 (Zensus) | 3.365.554     |
| 2011 (Zensus) | 4.039.939     |
| 2017          | 4.444.212     |
| Juni 2021     | 4.743.584     |
| 2022 (Zensus) | 5.143.324     |

## Politik

Sitzverteilung in der Provinzversammlung von Mpumalanga:
EFF (4)
ANC (22)
DA (3)
VF+ (1)

Bei den Wahlen 2014 zur Provincial Legislature blieb der ANC in Mpumalanga die stärkste Partei. Die Economic Freedom Fighters übernahmen erstmals die Rolle der offiziellen Opposition. Die Mandate verteilen sich wie folgt.
| Partei                          | Sitze | +/− |
| ------------------------------- | ----- | --- |
| African National Congress (ANC) | 22    | −2  |
| Economic Freedom Fighters (EFF) | 04    | +2  |
| Democratic Alliance (DA)        | 03    | ±0  |
| Vryheidsfront Plus (VF+)        | 01    | +1  |
| Summe                           | 30    |     |

Premierminister war bis Ende Februar 2018 David Mabuza, der zum Vizepräsidenten Südafrikas ernannt worden war. Kommissarisch übernahm Refilwe Mtsweni das Amt. Am 20. März 2018 wurde sie als Premierministerin vereidigt.

## Partnerschaften
Mpumalanga unterhält seit 2002 eine Partnerschaft mit der Stadt Chongqing, Volksrepublik China.
Mpumalanga ist seit 1995 Partnerregion des Landes Nordrhein-Westfalen.

## Wirtschaft
Die Provinz zählt zu den wichtigsten Industrieregionen Südafrikas und ist reich an Bodenschätzen wie Gold, Platinmetalle, Chromerze, Eisenerze, Kupfererze, Kohle und Nutzgesteine.
Im Bereich der Schwerindustrie dominieren wegen der natürlichen Rohstoffsituation in der Provinz Betriebe zur Herstellung von Chromlegierungen und Stahlprodukten. Deren Standorte befinden sich hauptsächlich im Nordbereich des Highveld. Bei Middelburg befinden sich weitere Stahlproduzenten und Hersteller von Vanadiumprodukten. In der Umgebung der Stadt eMalahleni liegen die größten Kohlegruben Afrikas. Deren Kohle wird entweder zur inländischen Energieerzeugung genutzt oder als Exportgut hauptsächlich auf dem Schienenweg der Richards Bay Coal Line zum Kohleterminal im Hafen Richards Bay transportiert.
Die Industrie in der Region des Lowveld hat ihren Schwerpunkt in der Verarbeitung von Produkten der Landwirtschaft und des Forstwesens. Wegen der Nähe zum Hafen Maputo weist hier die Industrie einen hohen Exportanteil auf. Südafrikas größter Papierhersteller produziert in Ngodwana.
In Secunda betreibt Sasol eine der größten Syntheseanlagen des Landes für flüssige Brenn- und Treibstoffe. In Mpumalanga arbeiten die größten Kraftwerke des Landes, deren Energiebasis die Kohle ist. Zu den Einzelstandorten mit den höchsten Kraftwerksleistungen zählt beispielsweise das Kraftwerk Kendal.
Die Produktpalette der Landwirtschaft ist umfangreich. In Mpumalanga werden Zitrusfrüchte angebaut, das Zentrum ist dabei die Region um Mbombela. Ferner befasst sich der Agrarsektor mit der Kultivierung weiterer Früchte, wie Mangos, Avocados, Litschifrüchte, Bananen, Papayas, Grenadillen und Guaven. Um Groblersdal, das bis 2011 zu Mpumalanga gehörte und heute in Limpopo liegt, werden landwirtschaftliche Nutzflächen intensiv bewässert. Neben der Erzeugung von Zitrusfrüchten betreibt man hier den Anbau von Tabak, Weizen, Baumwolle und Gemüse. Im Süden der Provinz, bei Carolina, Bethal und Ermelo, erfolgt der Anbau von Kartoffeln, Erdnüssen, Mais und Sonnenblumen. Hier wird auch Schafzucht betrieben.

## Verkehr
Durch die Provinz führen in West-Ost-Richtung leistungsfähig ausgebaute Verkehrswege. Das sind die Bahnstrecke Pretoria–Maputo sowie die Nationalstraße N4 und die Nationalstraße N17. Vom Norden in die südlichen Landesteile und in die benachbarte Provinz KwaZulu-Natal führend, verläuft die Nationalstraße N11.
Für den Luftverkehr gibt es an mehreren Orten kleinere Flughäfen. Als internationaler aber auch Inlandsflughafen dient der Flughafen Kruger Mpumalanga International nordöstlich der Provinzhauptstadt Mbombela.

## Nationalparks und Naturschutzgebiete

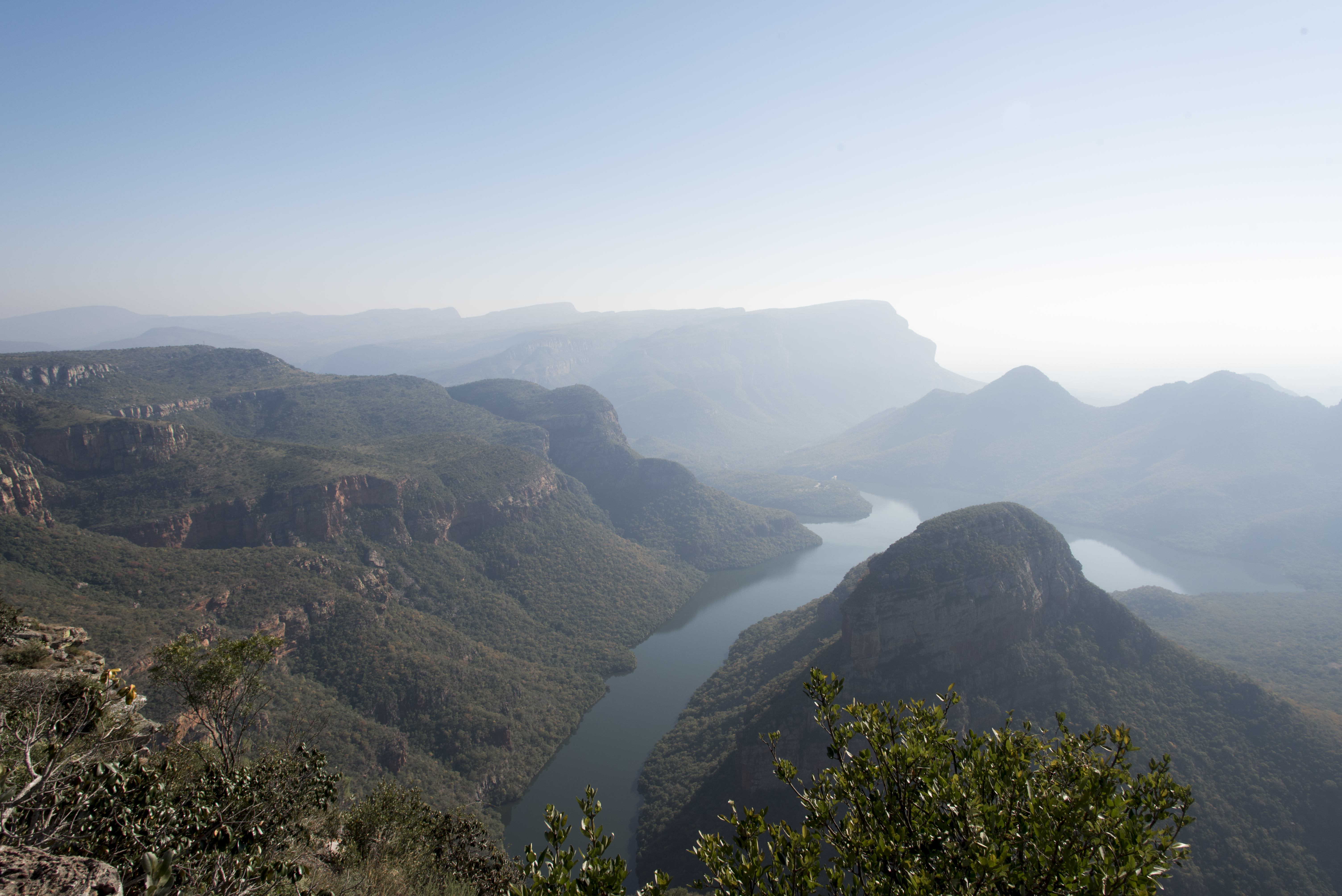
Blyde River Canyon

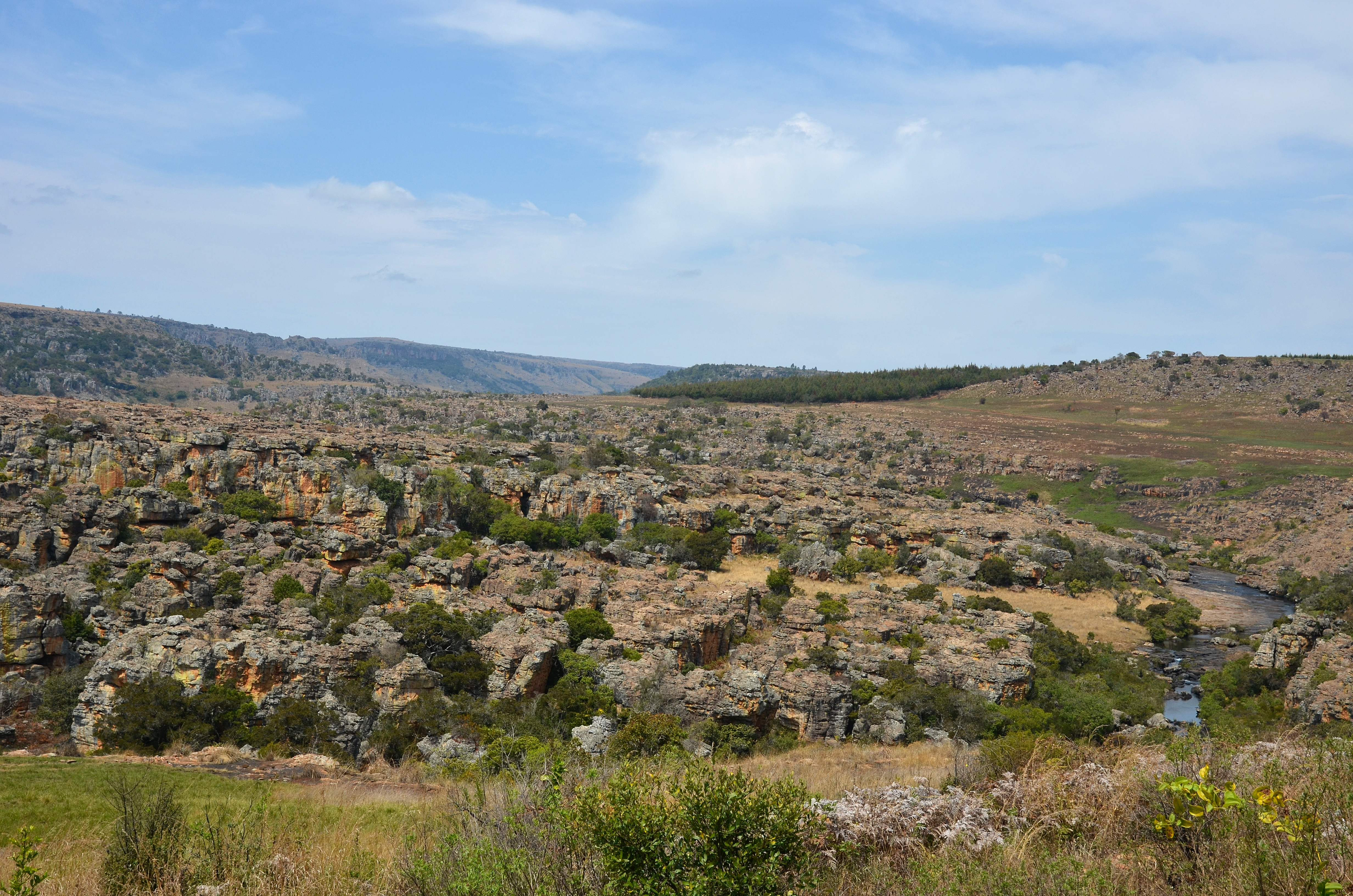
Landschaft am Treurrivier

| - Andover Nature Reserve - Barberton Nature Reserve - Blyde River Canyon - Crocodile Bridge Gate - Gustav Klingbiel Nature Reserve - Drakensberge - Dullstroom Nature Reserve - God’s Window - Kruger National Park - Ligwalagwala Conservancy - Loskop Dam Nature Reserve - Mabusa Nature Reserve - Marloth Park - Mdala Nature Reserve - Mjejane Game Reserve | - Mkhombo Nature Reserve - Morgenstond Dam Nature Reserve - Mount Sheba Nature Reserve - Mthethomusha Game Reserve - Nkomazi Game Reserve - Nooitgedacht Dam Nature Reserve - Lydenburg Nature Reserve - Ohrigstad Nature Reserve - Rocky Drift Nature Reserve - Sabi Sands Game Reserve - Songimvelo Game Reserve - S.S. Skosana Nature Reserve - Steenkampsberg Nature Reserve - Sterkspruit Nature Reserve - Verloren Vallei Nature Reserve |